# Mandrillus
Mandrillus és el gènere que conté el mandril i el seu parent més proper, el dril. Aquestes dues espècies són properes als papions i, de fet, fins fa poc se les agrupava com una única espècie de papió. Les dues espècies que formen aquest gènere tenen llargs solcs a banda i banda del musell, que és allargat. Els mandrils mascles adults tenen els solcs blaus, mentre que els drils tenen els solcs negres. Ambdues espècies són terrestres i viuen al terra de les selves i, a vegades, dels herbassars de l'Àfrica central.